# Эммануэль (персонаж)
Эммануэль (фр. Emmanuelle) — персонаж эротических романов Эммануэль Арсан и ряда фильмов. Впервые появилась в одноимённом романе Арсан, опубликованном в 1959 году. Повествование в этой книге ведётся от лица Эммануэль; это молодая сексуально раскрепощённая француженка, которая отправляется в Таиланд на поиски приключений. Позже Эммануэль появилась ещё в двух книгах Арсан и в ряде художественных фильмов.
Первая книга Арсан и первый фильм имели огромный успех. Персонаж Эммануэль стал важным культурным феноменом, который, по некоторым данным, спровоцировал сексуальную революцию. Сильвия Кристель, сыгравшая Эммануэль в первой картине, стала благодаря этому суперзвездой и «секс-богиней». В последующие годы появился персонаж Эмануэль (в итальянском телесериале «Чёрная Эмануэль»), героиня книг Арсан появлялась в новых фильмах, снятых в самой разной манере. В 2024 году на экраны вышла картина Одри Диван, где образ Эммануэль был переосмыслен: теперь это не искательница приключений, а сильная женщина, которая подвергает сомнению основы сексуальности.

## В кино
- Эммануэль (1974, в заглавной роли Сильвия Кристель)
- Эммануэль 2 (1975, Сильвия Кристель)
- Прощай, Эммануэль или Эммануэль 3 (1977, Сильвия Кристель)[3]
- Эммануэль 4 (1984, Сильвия Кристель)
- Эммануэль 5 (1986, Моник Габриэль)
- Эммануэль 6 (1988, Натали Ухер)
- Эммануэль 7 (1992, Сильвия Кристель)
- Эммануэль в Америке (1977, Лаура Гемсер)
- Тайна Эммануэль (1993, Марсела Валерстайн)
- Эммануэль (2024, Ноэми Мерлан)[4][5]